# Berkeszi István
Berkeszi István (eredeti neve: Polák István; 1879-ig) (Berkesz, 1853. december 6. – Temesvár, 1922. április 3.) tanár, történész.

## Életpályája
A középiskolát Ungváron járta ki. Az egyetemet Budapesten végezte el; 1878-ban történelem-földrajz szakon fejezte be. 1878–1883 között br. Radvánszky Béla magántitkára volt. 1883-ban bölcsészvizsgát tett; gyakorló tanár lett. 1884-től a Fehértemplomi, 1885-től a budapesti gimnázium oktatója volt. 1888-tól a temesvári állami főreáliskola pedagógusa, 1911–1919 között igazgatója volt. 1890-től a Délmagyarországi Történelmi és Régészeti Társulat titkára, 1901-től főtitkára volt. 1906-tól a Temesvár kerületi tanár kör elnöke volt.
Vezetője volt a városi múzeumnak. A szakfolyóiratokban és önállóan is több történelmi tanulmánya jelent meg.

## Művei
- A gróf Haller fiúk iskoláztatása a XVIII. század első felében (Budapest, 1883)
- A magyar nyelv a magánélet terén 1711–1790 (Budapest, 1885)
- Gróf Hoffmannsegg utazása Magyarországon 1793-94-ben (Németből fordította és bevezette, Budapest, 1887)
- A magyar nyelv és szellem királyaink udvarában; Uhrmann Ny., Temesvár, 1892
- A Temesvári Magyar Királyi Állami Főreáliskola története (Temesvár, 1896)
- Adatok a reformkorszak történetéhez Temes megyében (Temesvár, 1897)
- Rendi országgyűléseink magyarsága; Uhrmann Ny., Temesvár, 1898
- Temesvár színészete a XVIII. században és az első magyar szini előadások (Tört. Régész. Értesítő, 1898)
- A temesvári könyvnyomdászat és hírlapirodalom története (Temesvár, 1900)
- Temesvár szabad királyi város kis monograpiája (Temesvár, 1900)[2]
- Délmagyarország éremleletei (Temesvár, 1907)
- Temesvár emlékérmei és szükségpénzjegyei (Történelmi és Régészeti Értesítő (24), 1908)
- Múzeumunk papírpénzgyűjteménye (Történelmi és Régészeti Értesítő (24), 1908)
- Bánsági kincskeresők a XVIII. században (Történelmi és Régészeti Értesítő. (25), 1909)
- Temesvári művészek. Délmagyarországi Történelmi és Régészeti Muzeumtársulat, Temesvár, 1910)
- A Delejtű. Délmagyarország első magyar hírlapjának kritikai ismertetése a kor jellemzésével. 1858–1861; s.n., Temesvár, 1910
- Kataklizma. Berkeszi István naplója. Temesvár, 1914. június 28–1918. október 27. Válogatás; bev., vál., jegyz. Marosvári Attila; Új Aurora, Békéscsaba, 1989 (kéziratos munkájának kiadása a halála után)